# 通信国
通信国（つうしんこく）とは、江戸時代の鎖国下に日本と交渉を持った国のうち、江戸幕府と正式な国交があった朝鮮国（朝鮮王朝）と琉球王国の2か国を指す。

## 通信国と通商国
江戸時代の鎖国体制下で関係を保っていたオランダ・清・朝鮮・琉球4ヵ国のうち、正式な国交のある朝鮮・琉球を通信国と呼び、正式な国交がなく、通商関係のみであったオランダ・清を通商国と呼ぶ。
「通信国」である朝鮮・琉球との外交・貿易は、対馬藩の宗氏および薩摩藩の島津氏がそれぞれを仲介する形で成り立っていたが、これに対し「通商国」たるオランダ・清との貿易は、幕府直轄地である長崎において長崎奉行の監督下で行われていた。

## 朝鮮使節
将軍の代替わりのたびに、朝鮮国王から派遣された祝賀使節は「朝鮮通信使」あるいは「朝鮮来聘」と称された。1607年（慶長12年）から1811年（文化8年）の間に、12回来朝した。来朝使節の費用はすべて朝鮮が負担したため財政難により1811年が来聘の最後となった。

## 琉球使節
琉球国王が江戸に送った使節のうち、将軍の代替わりごとに送ったものを「慶賀使」、国王の即位の際に送ったものを「謝恩使」と称している。両者はまとめて「江戸上り」とも呼ばれ、1634年（寛永11年）から1850年（嘉永3年）まで合計18回にわたって行われた。なお、江戸への使節派遣の一方で琉球国王は清国に対しても進貢船を派遣している。

## オランダ商館長の江戸参府
国交のないオランダも、非公式的な使節を江戸に派遣しており、「（カピタン）江戸参府」の名で知られている。ここでは長崎の出島に駐在していたオランダ商館長（カピタン）が江戸に参府しオランダ風説書を提出することが義務付けられていたが、その費用はすべて幕府側の負担であった。1609年（慶長14年）から1850年（嘉永3年）まで合計166回行われた。